# مشفی المطیری
مشفی المطیری (عربی: مشفي المطيري؛ زادهٔ ۱۹ ژوئیهٔ ۱۹۷۳) تیرانداز تراپ اهل کویت است.
وی در مسابقات کشوری و بین‌المللی در مجموع برندهٔ ۱ مدال برنز شده‌است.